# Ben Youngs
Ben Youngs (ur. 5 września 1989 w Cawston) – angielski rugbysta występujący na pozycji łącznika młyna. Reprezentant kraju, trzykrotny uczestnik i srebrny medalista pucharu świata.

## Kariera klubowa
Youngs grę w rugby zaczynał od drużyny North Walsham R.F.C., jednak w 2006 roku trafił do akademii Leicester Tigers. Kiedy 24 kwietnia 2007 roku zadebiutował w ligowym spotkaniu z Bristol Rugby, został najmłodszym zawodnikiem Tygrysów w historii ligi. Wciąż nie mając ukończonych 18 lat, zagrał też w finale English Premiership w 2007 roku, w którym drużyna z Leicester mierzyła się z Gloucester Rugby. Zespół Youngsa zwyciężył wówczas 44–16. 
Rok później Tygrysy ponownie dotarły do finału ligi, gdzie jednak nie udało im się powtórzyć sukcesu sprzed roku – bez udziału Youngsa przegrały z London Wasps 16–26. Jeszcze mniej udane dla graczy drużyny ze środkowej Anglii były występy w Pucharze Heinekena, gdyż nie zdołali przejść fazy grupowej. Młody łącznik młyna wystąpił w czterech spośród sześciu spotkań swojego zespołu. W ligowym sezonie 2008/2009 Youngs wciąż był jedynie rezerwowym (ani razu nie wyszedł w pierwszym składzie); nie znalazł się również w kadrze na wygrany jednym punktem mecz finałowy przeciw London Irish. Niemal równie udany dla Tigers okazał się sezon w Pucharze Heinekena, w którym dopiero w finale ulegli irlandzkiemu zespołowi Leinster Rugby 16–19. W rozgrywkach tych Ben ponownie nie odegrał większej roli, wystąpił w zaledwie dwóch spotkaniach.
Zawodnikiem pierwszego składu Youngs został dopiero rok później, w sezonie 2009/2010, kiedy wykorzystał spowodowaną kontuzją kolana przerwę w grze dotychczasowej „dziewiątki” Leicester, Harry’ego Ellisa. Wystąpił w 24 meczach ligowych, a dobra forma sprawiła, że został okrzyknięty odkryciem sezonu. Prowadzeni przez niego Tigers dotarli aż do wielkiego finału, w którym z rezultatem 33–27 rozprawili się z Saracens. Jedno z przyłożeń w tym meczu zdobył właśnie Ben Youngs. Sukcesy w rodzimej lidze nie przeniosły się jednak na dobrą postawę w rozgrywkach kontynentalnych. W Pucharze Heinekena gracze Leicester po raz kolejny odpali już w pierwszej rundzie, nie będąc w stanie zbliżyć się do osiągnięcia sprzed roku.
Ligowy sezon 2010/2011 to kolejne dobre występy Tygrysów, którzy po raz siódmy z rzędu zdołali dotrzeć do finału. Rywalem ponownie okazał się być podlondyński zespół Saracens, jednak tym razem historia nie powtórzyła się i to Sarries mogli cieszyć się z pierwszego w swojej historii złota. W Pucharze Heinekena tym razem Tygrysy zdołały wyjść z grupy, jednak już w ćwierćfinale wpadły na zespół Leinster, który na Aviva Stadium zwyciężył różnicą siedmiu punktów.
Sezon 2011/2012 rozpoczął się równocześnie z otwarciem Pucharu Świata w Nowej Zelandii, co oznaczało, że część zawodników (w tym Youngs) nie mogła brać udziału w spotkaniach klubowych. Ben, który jeszcze w czerwcu musiał przejść operację kolana, zdążył się jednak wykurować przed rozpoczęciem rozgrywek. Te przyniosły zespołowi Leicester kolejny finał English Premiership, jednak, co nie zdarzyło się dotąd, drugi z rzędu przegrany. Pogromcą Tigers okazała się być drużyna Harlequins, która zwyciężyła 30–23. Ponowne rozczarowanie kibicom z Leinster przyniosła także kolejna edycja Pucharu Heinekena, w której ich ulubieńcy raz jeszcze nie zdołali przebrnąć pierwszej fazy grupowej.

## Kariera reprezentacyjna
Ben w sezonie 2006/2007 był członkiem Narodowej Akademii Juniorów (Junior National Academy), w której występował na pozycjach łącznika ataku, środkowego ataku oraz obrońcy.
W 2008 roku był członkiem kadry do lat 20, która zdobyła młodzieżowy tytuł Wielkiego Szlema. W tym samym roku został najmłodszym członkiem drużyny na rozgrywane w Walii Mistrzostwa Świata Juniorów. Youngs wystąpił w czterech spotkaniach, a młodzi Anglicy dopiero w finale ulegli Nowozelandczykom. Niemal identycznie zakończyła się kolejna edycja mistrzostw (w 2009 roku), którą rozegrano w Japonii. W finale ponownie spotkały się drużyny z Nowej Zelandii i Anglii, i ponownie lepsi okazali się gracze z południowej półkuli. W swoim drugim turnieju Youngs był już zawodnikiem pierwszego składu, zdobywając 4 przyłożenia w 9 rozegranych meczach.
Również w 2009 roku trafił do reprezentacji siódemek, z którą wziął udział w IRB Sevens World Series. Swój pierwszy mecz rozegrał podczas turnieju w Hongkongu. W styczniu kolejnego roku zadebiutował w barwach England Saxons (drugiej reprezentacji) w wygranym meczu ze swoim irlandzkim odpowiednikiem (Irlandia A).
Youngs szansę występu w seniorskiej drużynie Anglii otrzymał już 13 marca 2010 roku w meczu ze Szkocją na Murrayfield. Po raz pierwszy w podstawowym ustawieniu zagrał w czerwcu tego samego roku z Australią. W tym zakończonym jednopunktowym zwycięstwem Anglików spotkaniu, Youngs zdobył swoje pierwsze przyłożenie wśród seniorów na arenie międzynarodowej, kiedy po dobrze rozegranym wrzucie z autu oraz zamarkowanym podaniu, młody łącznik młyna dopadł do linii punktowej. W listopadzie tego samego roku, kiedy ekipa Australii przyjechała do Anglii, Youngs został okrzyknięty zawodnikiem spotkania. W nim swoją dobrą grę podkreślił inteligentnym podaniem, które w rezultacie otworzyło Chrisowi Ashtonowi drogę do widowiskowego, 85-metrowego biegu na pole punktowe.
Laparoskopia lewego kolana, której Youngs poddał się w czerwcu 2011 roku, podała w wątpliwość jego występy podczas nowozelandzkiego Pucharu Świata, jednak okazało się, że łącznik młyna Leicester Tigers zdążył dojść do pełnej sprawności jeszcze przed turniejem. W pierwszym meczu z Argentyną, Ben wchodząc z ławki rezerwowych, zdobył przyłożenie, a postawa na boisku pozwoliła mu na zajęcie miejsca w pierwszym składzie do końca Pucharu. Anglicy odpadli jednak w ćwierćfinale, nie spełniając pokładanych w nich nadziei.
Zniżka formy na początku 2012 roku spowodowała, że Youngs, choć na dwa pierwsze mecze Pucharu Sześciu Narodów wychodził w wyjściowym zestawieniu, to pozostałe trzy rozpoczynał na ławce rezerwowych. W czerwcu, w meczu ze Springboks na Ellis Park w Johannesburgu zdobył dwa przyłożenia, stając się pierwszym Anglikiem, który dokonał tej sztuki przeciw RPA od blisko dekady. W tym samym meczu doznał jednak kontuzji ramienia, która wykluczyła go z gry na trzy miesiące. Po odzyskaniu pełnej sprawności, w listopadzie tego samego roku zaliczył swój 25 mecz w kadrze w spotkaniu z Fidżi. 
W 2019 roku brał udział w Pucharze Świata, podczas którego reprezentacja Anglii dotarła do finału. W nim jednak 12:32 uległa Południowej Afryce.

## Wyróżnienia
- Młody Zawodnik Sezonu 2008/2009 według zawodników Tigers[28],
- Zawodnik Sezonu 2009/2010 według zawodników Tigers[3],
- Młody Zawodnik sezonu 2009/2010 według kibiców[3],
- Młody Zawodnik sezonu 2009/2010 według Stowarzyszenia Graczy Rugby (Rugby Players' Association)[3][29],
- Odkrycie Sezonu 2009/2010 w Premiership (nazywane też Młodym Zawodnikiem Sezonu)[2][30].

## Życie osobiste
Starszy brat Bena, Tom, także jest reprezentantem Anglii w rugby. Występuje na pozycji młynarza. Obaj są synami Nicka Youngsa, byłego łącznika młyna Leicester Tigers i angielskiej kadry.